# 效範町
效範町（こうはんちょう）は、愛知県瀬戸市效範連区の町名。現行行政地名は效範町1丁目と2丁目。

## 地理
瀬戸市の西部に位置する。西を平町、北を南山町・松原町・北山町、東を北脇町、南を川端町と隣接している。

### 河川
- 瀬戸川[8] ： 町の南端、川端町との町境を西流している。
- 勘右ェ門川（瀬戸川支流） ： 町の西部を南流し、瀬戸川に注ぎ込んでいる。

- 瀬戸川（效範町・川端町境）
- 勘右ェ門川（效範町内）
- 瀬戸川と勘右ェ門川の合流点[注釈 2]

### 学区
市立小・中学校に通う場合、学区は以下の通りとなる。また、公立高等学校普通科に通う場合の学区は以下の通りとなる。
| 町丁・丁目  | 番・番地等 | 小学校             | 中学校             | 高等学校 |
| ----------- | ---------- | ------------------ | ------------------ | -------- |
| 效範町1丁目 | 全域       | 瀬戸市立效範小学校 | 瀬戸市立南山中学校 | 尾張学区 |
| 效範町2丁目 | 全域       | 瀬戸市立效範小学校 | 瀬戸市立南山中学校 | 尾張学区 |

## 歴史

### 町名の由来
效範とは「手本を学ぶ」という意味で、この地に1873年（明治6年）5月小学「效範学校」が開設された。町名設定の際、この学校名を採って名付けられた。

### 沿革
- 1943年（昭和18年）8月9日 - 瀬戸市大字今字平・川北・北脇の各一部により、同市效範町として成立[2]。
- 1966年（昭和41年）3月10日 - 1・2丁目を設置[12]。町域の一部が、松原町1丁目・南山町2丁目・平町1〜3丁目・田端町2丁目となり、平町・川北町・松原町・南山町の各一部[注釈 3]をそれぞれ編入する[12]。
- 1984年（昭和59年）5月1日 - 1丁目に效範町の一部[注釈 4]を編入する[13]。

## 世帯数と人口
2024年（令和6年）1月1日現在の世帯数と人口は以下の通りである。
| 町丁・丁目  | 世帯数  | 人口  |
| ----------- | ------- | ----- |
| 效範町1丁目 | 68世帯  | 145人 |
| 效範町2丁目 | 150世帯 | 279人 |
| 計          | 218世帯 | 424人 |

### 人口の変遷
国勢調査による人口の推移
| 1995年（平成7年）  | 456人 | [ 14 ] |  |
| 2000年（平成12年） | 395人 | [ 15 ] |  |
| 2005年（平成17年） | 442人 | [ 16 ] |  |
| 2010年（平成22年） | 418人 | [ 17 ] |  |
| 2015年（平成27年） | 393人 | [ 18 ] |  |
| 2020年（令和2年）  | 401人 | [ 19 ] |  |

### 世帯数の変遷
国勢調査による世帯数の推移。
| 1995年（平成7年）  | 153世帯 | [ 14 ] |  |
| 2000年（平成12年） | 132世帯 | [ 15 ] |  |
| 2005年（平成17年） | 184世帯 | [ 16 ] |  |
| 2010年（平成22年） | 181世帯 | [ 17 ] |  |
| 2015年（平成27年） | 182世帯 | [ 18 ] |  |
| 2020年（令和2年）  | 189世帯 | [ 19 ] |  |

## 交通

### 鉄道
名鉄瀬戸線水野駅 ： 町の北東端にある。駅番号はST17。名鉄瀬戸線は、町の北端部を東西に走っている。
- 名鉄瀬戸線水野駅

### バス
瀬戸市コミュニティバス「こうはん線」
- イオン瀬戸みずの店 - 東山町 - 陶生病院 系統 ： 水野駅バス停（陶生病院方面乗り場）

- 水野駅バス停

### 道路
- 愛知県道22号瀬戸環状線 ： 町の西端、平町との町境を南北に通っている。
- 愛知県道208号上半田川名古屋線 ： 町の東端、北脇町との町境を南北に通っている。

## 施設
- 瀬戸市立效範小学校[8] ： 1873年（明治6年）5月に、第二番大学区第三番中学区内五八番小学「效範学校」として開校[20]。2022年（令和4年）5月1日現在の児童数は569人、教員数は38人[21]。
- 旧・瀬戸市立こうはん南保育園[8] ： 1974年（昭和49年）4月に開園し[22]、2015年（平成27年）頃に閉園となる[注釈 5]。現在、園舎は解体され、效範町集会所が建てられている。
- 效範公園[8] ： 1丁目の南西部にある公園。ブランコ・すべり台・鉄棒・ジャングルジム・雲梯がある。かつては、こうはん南保育園の園庭としても活用されていた[22]。

- 瀬戸市立效範小学校
- 旧・瀬戸市立こうはん南保育園跡地に建てられている效範町集会所
- 效範公園

## その他

### 日本郵便
- 郵便番号 ： 489-0917[6]（集配局：瀬戸郵便局[24]）。